# نورت فولک (کالیفرنیا)
نورت فولک (به انگلیسی: North Fork) یک منطقهٔ مسکونی در ایالات متحده آمریکا است که در شهرستان مادرا، کالیفرنیا واقع شده‌است. نورت فولک ۸۰۴ متر بالاتر از سطح دریا واقع شده‌است.